# البینو، بخش ترمپیالیو، ویسکانسین
البینو، بخش ترمپیالیو، ویسکانسین (به انگلیسی: Albion, Trempealeau County, Wisconsin) یک منطقهٔ مسکونی در ایالات متحده آمریکا است که در ویسکانسین واقع شده‌است.

## خصوصیات
البینو ۹۱٫۵ کیلومترمربع مساحت و ۵۹۵ نفر جمعیت دارد و ۲۷۳ متر بالاتر از سطح دریا واقع شده‌است.